# Caucaia
Caucaia è un comune del Brasile nello Stato del Ceará, parte della mesoregione Metropolitana de Fortaleza e della microregione di Fortaleza.
Si trova 12 chilometri a nord di Fortaleza, la capitale dello Stato.
Ha un territorio abbastanza vasto che confina con il territorio comunale di Fortaleza. Il comune si estende quindi verso il mare nel litorale est da Icarai fino a Cumbuco, meta nota per la pratica del kitesurf.